# قاذف النورثوفر
النورثوفر 2.5 إنش (بالإنجليزية: :Northover,2.5 Inch)‏ ويعرف بالقاذف نورثوفر وهو سلاح مضاد للدبابات واستخدم من قبل الجيش البريطاني وفرقة من المتطوعين تسمى حراس الوطن (Home Guards )خلال الحرب العالمية الثانية ، بسبب قلة الأسلحة لدى هذه الفرقة فقد تم تطوير وتصنيع هذا السلاح بتصميم من الرائد روبرت هاري نورثوفر .

## التاريخ
بسبب قلة الأسلحة المضادة للدبابات التي لا تتعدى القنابل اليدوية وغيرها وعدد قليل من مدافع 2-بي دي ار ، تم تطوير هذا السلاح من قبل متطوعي الدفاع المحلي التي عرفت بعد ذلك بحراس الوطن ، وتم وضع تصميم يسمى هاون نورثوفر في خط الإنتاج وعرف أيضا بهاون الزجاجة ، ثم تم صناعة قاذف النورثوفر الذي كان يصنع بسرعة كبيرة وبقليل من الموارد .

## التصميم
قاذف النورثوفر كان مجرد أنبوبة حديدة بمؤخرة الية بدائية ، الذخيرة هي نو.76 من الفسفور ، لم يكن هناك أي ارتداد بسبب امتصاصه من قبل الحامل الرباعي ، أرجل الحامل بسيطة التصنيع وحقيقة السلاح لم يستخدم في الحرب خارج بريطانيا.